# Ådö, Uppland
Ådö, kallas även Ådö säteri eller Ådö slott, är en herrgård och historisk sätesgård i Upplands-Bro kommun, Stockholms län. Huvudbyggnaden uppfördes i mitten av 1600-talet och har delvis behållit sin ursprungliga karaktär. Idag bedrivs här bland annat uppfödning och träning av travhästar. På Ådös ägor finns sedan 1982 Ådö-Lagnö naturreservat. Området är riksintresse för naturvården och friluftslivet.

## Historik

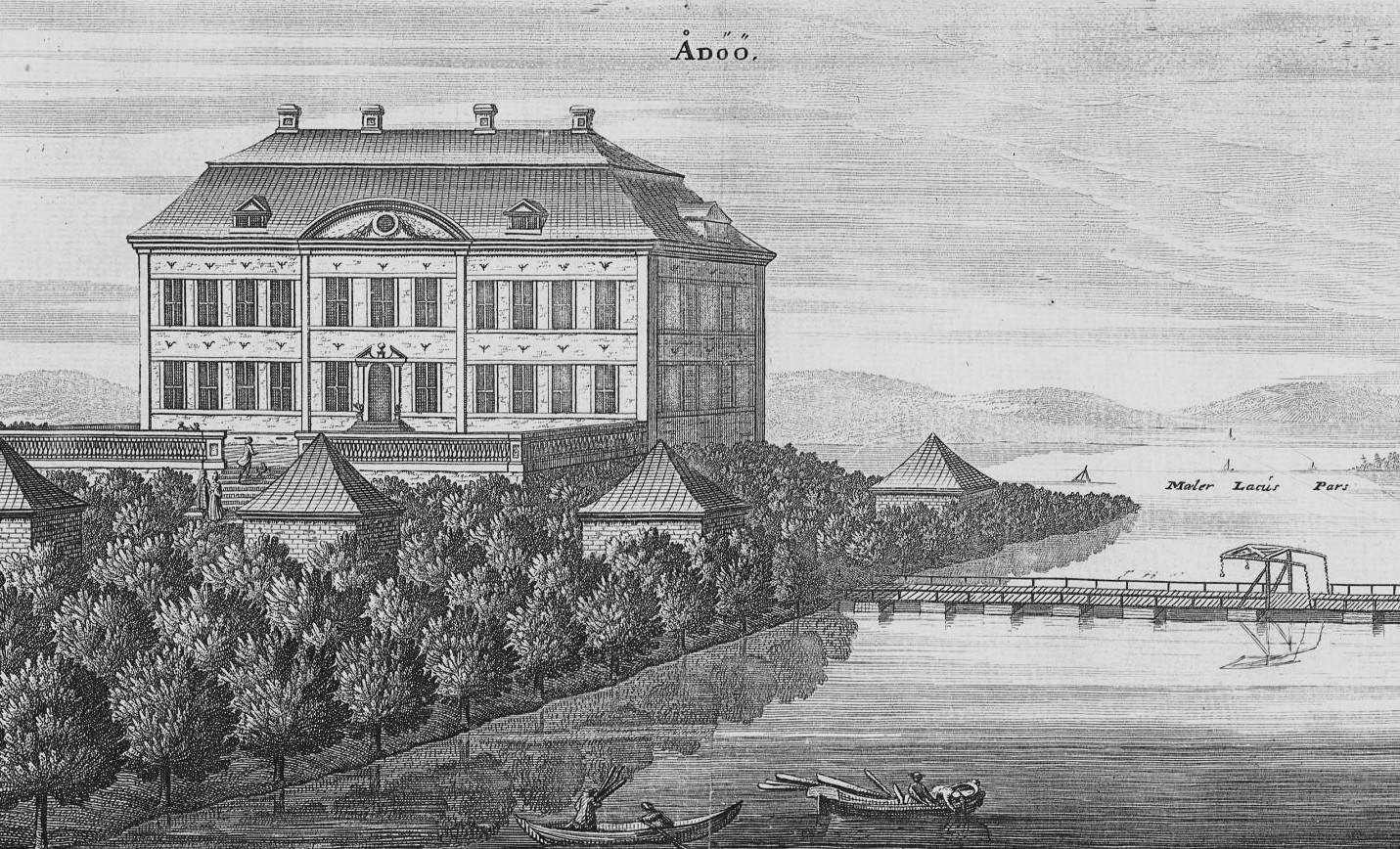
Ådö avbildat i Suecia antiqua et hodierna 1695 (beskuren version). Till höger syns Ådösundet med vindbron.

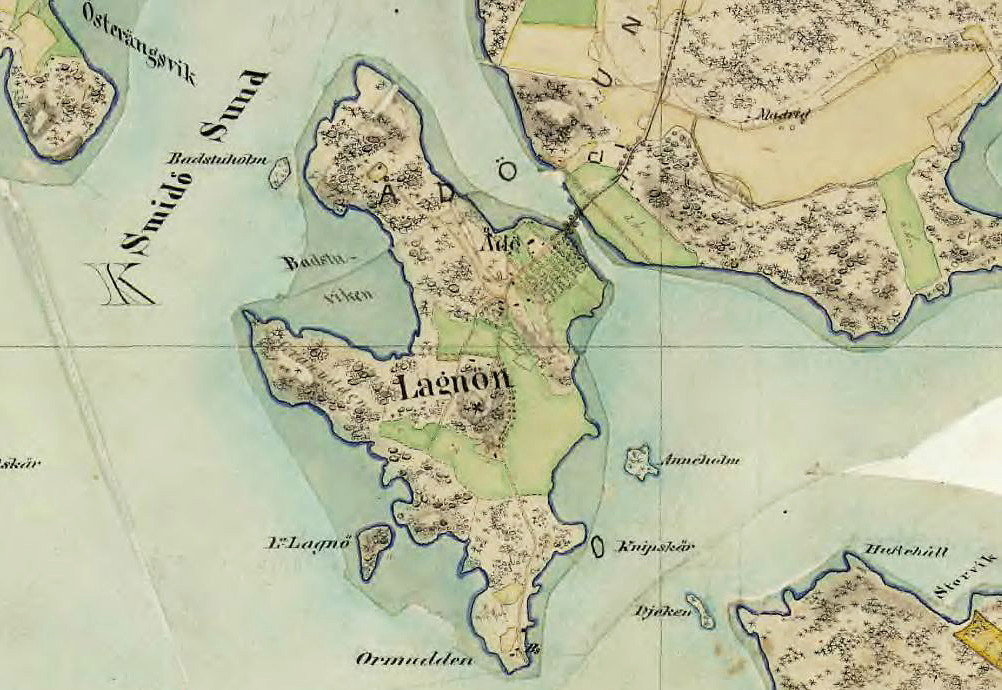
Ådö och Lagnö på 1860-talet.

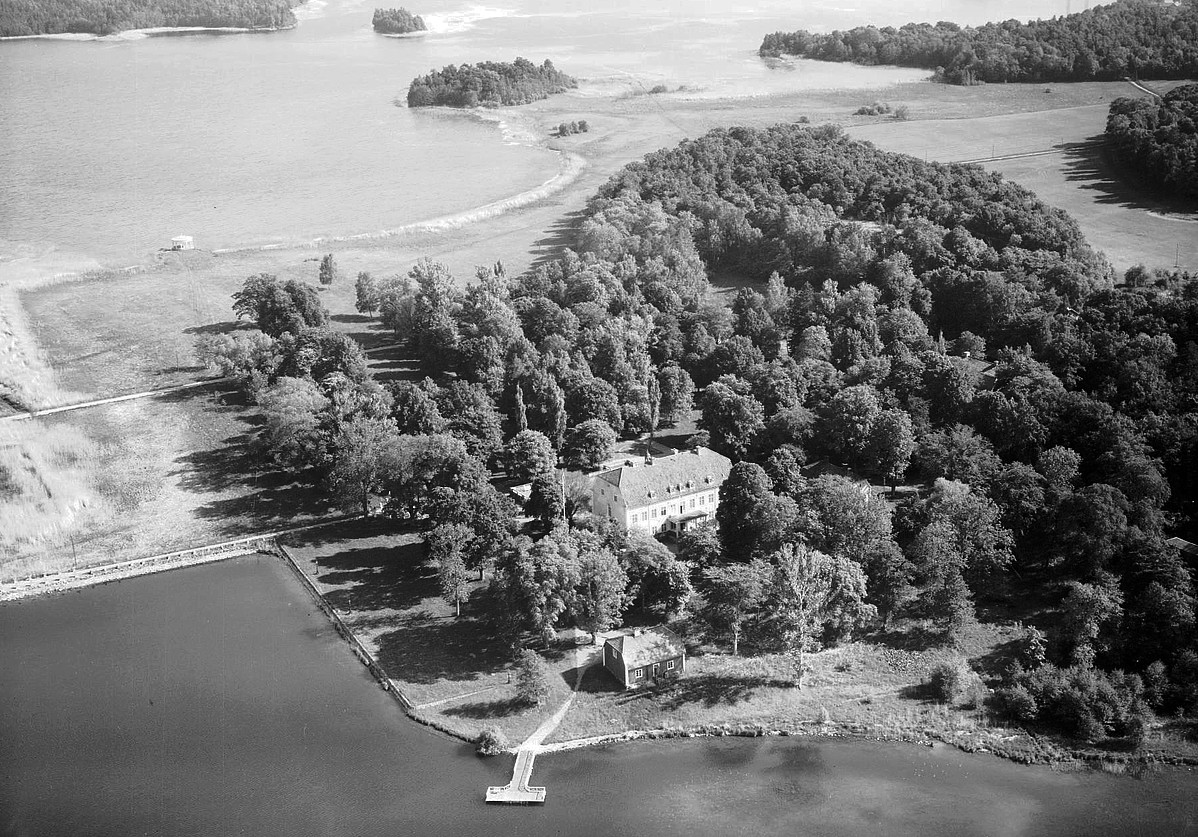
Flygfoto över Ådö gård, 1963. Vid strandkanten syns ekotemplet.

Under järnåldern låg Ådö by intill Stallängsviken ungefär en kilometer norr om den nuvarande huvudbyggnaden. Där finns ett gravfält från järnåldern med omkring 50 runda stensättningar och lämningar efter forntida boplatser (fornminne med RAÄ-nummer Låssa 46:1). Själva gården finns omnämnd redan 1403 då väpnaren Gottskalk Bengtsson sålde gården Aadhö till ärkebiskop Henrich Karlsson i Uppsala. Under medeltiden var Ådö en betydande sätesgård för adelns och kyrkans män. Godset placerades i utkanten av Låssa socken, vilket var karakteristiskt för de medeltida sätesgårdarna. 
I mitten av 1600-talet uppfördes en ny huvudbyggnad i sten med fasader i ljusgrå puts och vitputsade mitt- och hörndekorationer. Huset byggdes på Lagnö, direkt söder om det strategisk viktiga Ådösundet, medan ekonomibyggnaderna fanns på fastlandet, norr om sundet. Ådösundet är numera delvis utfylld och igenväxt och Lagnö har förvandlads till en halvö.
På Erik Dahlberghs något idealiserande illustration från slutet av 1600-talet syns ”slottet” från sydost intill Ådösundet samt en lång bro med vindbrygga till höger. Ägare till Ådö var då den mycket välbärgade adelsätten Leijonhufvud som innehade egendomen i över sex generationer. Till säteriet hörde även ön Dävensö med fem frälsehemman, Stora och Lilla Granskog samt holmar och skär i Mälaren. 
Huvudbyggnadens förgård inramas av en balustrad med en bred, av två stenlejon flankerad fritrappa som leder ner till slottsparken. Av den forna parken finns idag inget kvar, men i dess förlängning fram till strandkanten vid strandängen Fruängen står fortfarande parkens ekotempel. Drabanten kallas den enda flygelbyggnaden belägen väster om mangården. Den var bostad för inspektorerna och har en liknande exteriör som mangården men stommen är uppförd i knuttimmer.
År 1712 förvärvades Ådö säteri av greve Arvid Horn. Han skänkte Ådö till sin tredje fru (född Gyllenstierna) i morgongåva. Som en påminnelse om Horns och Gyllenstiernas ägarskap pryds huvudentrén till slottet av det Hornska och Gyllenstiernska vapnet. Efter Horn ägdes Ådö av många olika släkter. 

## Gården under Tamm och Jeansson
Familjen Tamm hade Ådö under perioden 1873 till 1917. Pehr Gustaf Tamm var brukspatron och övertog 1866 Älvkarleö bruk men sålde det 1872 och förvärvade 1873 Ådö och 1875 närbelägna Säbyholm. Pehr Gustaf Tamm hade fyra söner ur två äktenskap: Claes Adolf Tamm (född 1867), Henric Tamm (född 1869), Casper Tamm (född 1874) och Nils Tamm (född 1876). År 1907 delades den stora egendomen upp mellan dem. Casper Tamm fick Säbyholm, Henrik Tamm fick gården Lindormsnäs på Drakudden, Ådö slott gick till Claes Tamm medan Nils Tamm fick Kvistaberg. Det senare blev platsen för Kvistabergs observatorium som byggdes 1918–1919 av Nils Tamm. Claes Tamm sålde slottet 1917 eftersom han ansåg att det kostade för mycket att driva. Han byggde istället Tammsviks herrgård (idag konferensanläggningen Happy Tammsvik) vid norra änden av Kvistabergsviken och bosatte sig där.
Köpare av Ådö var disponenten E. Malmström som 1920 lät renoverad huvudbyggnaden efter ritningar av arkitekt Evert Milles (bror till skulptören Carl Milles). Nästa ägare, jägmästare Arvid Carlander, tillträdde 1928 och 1932 övertog Harald Jeansson (1881-1964), skeppsredare från Kalmar. Under Jeanssons tid på 1930- till 1950-talen utfördes större förändringar, bland annat lät han lägga igen Ådösundet, riva bron med vindbryggan och anlägga allén fram till slottet. På 1940-talet fanns en handelsträdgård kallad Ådö Trädgård med flera stora växthus, 600 fruktträd och omkring 1 000 odlingsbänkar. Här odlades grönsaker, särskilt blomkål, i stora kvantiteter. Från ångbåtsbryggan på Ormudden transporterade man sina produkter till Stockholm.

## Gården idag
Sedan 1966 ägs Ådö av nuvarande familj. Huvudsysselsättning är att föda upp och träna travhästar. Sedan 1970-talet finns en träningstravbana vid gården. Man tar emot hästar för träning, men även hästägare och tränare som vill träna sina hästar själva. Gårdens ägor består av cirka 350 hektar mark, varav 80 ha är åkermark och beten. I ett samarbete med Länsstyrelsen i Stockholms län håller markägaren på, att med hjälp av betesdjur, återställa strandängarna i öster, och frilägga ekarna på den södra delen av Lagnön. Vissa av djuren går till slakt på hösten, som delvis säljs som köttlådor till allmänheten.

## Ådö i kulturen
På sommaren 2015 var Ådös huvudbyggnad inspelningsplats för Sveriges Televisions thrillerserie Jordskott. I serien fick Ådö ligga i den fiktiva orten Silverhöjd och föreställde huvudpersonen, Eva Thörnblads (spelad av Moa Gammel), barndomshem. Man byggde upp kulisser och några rum möblerades om, men i stort använde man sig av den befintliga miljön inne i byggnaden.

## Bilder

Huvudbyggnad och ekonomibyggnader
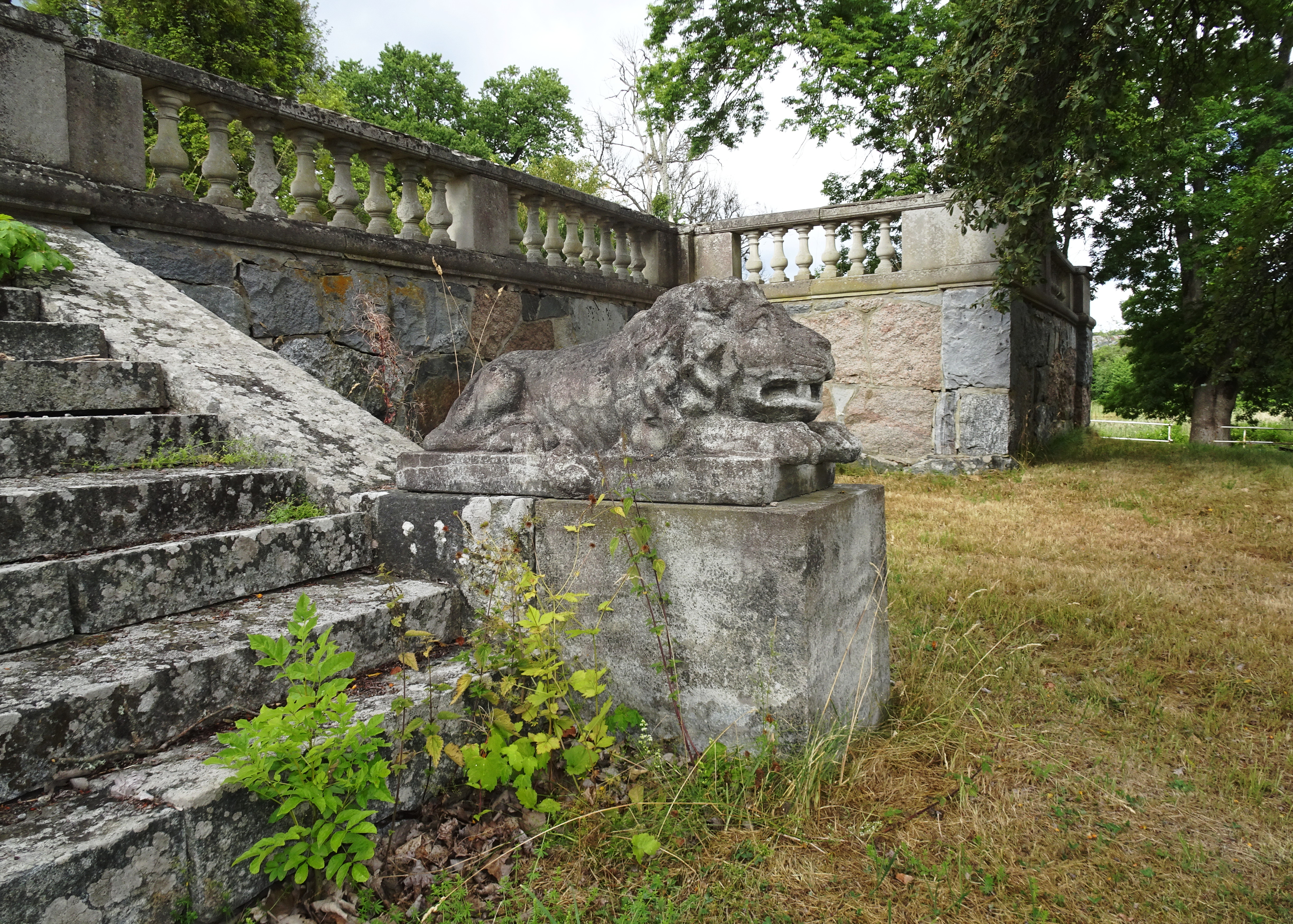
Fritrappa med lejon.
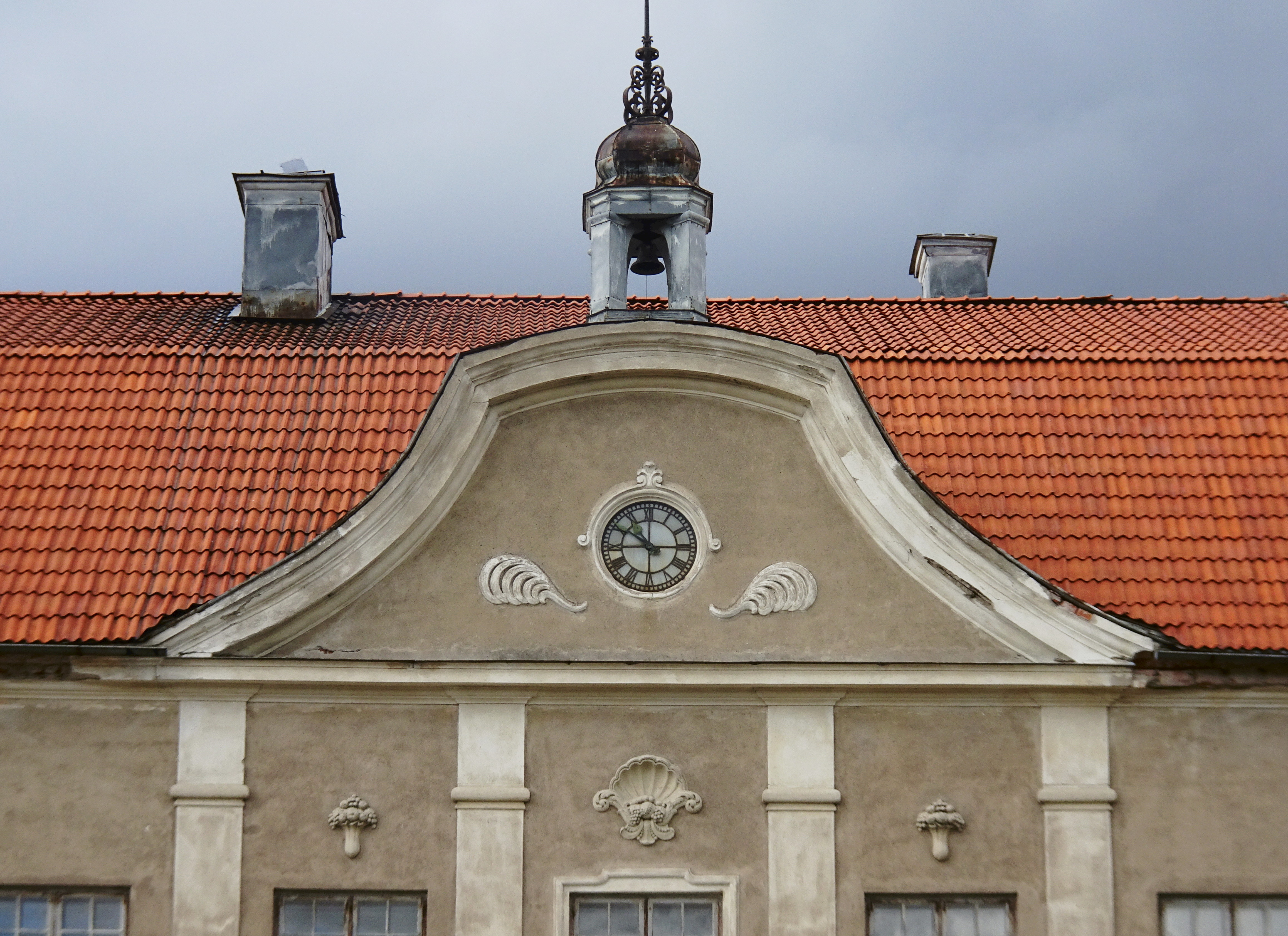
Huvudbyggnadens fronton.
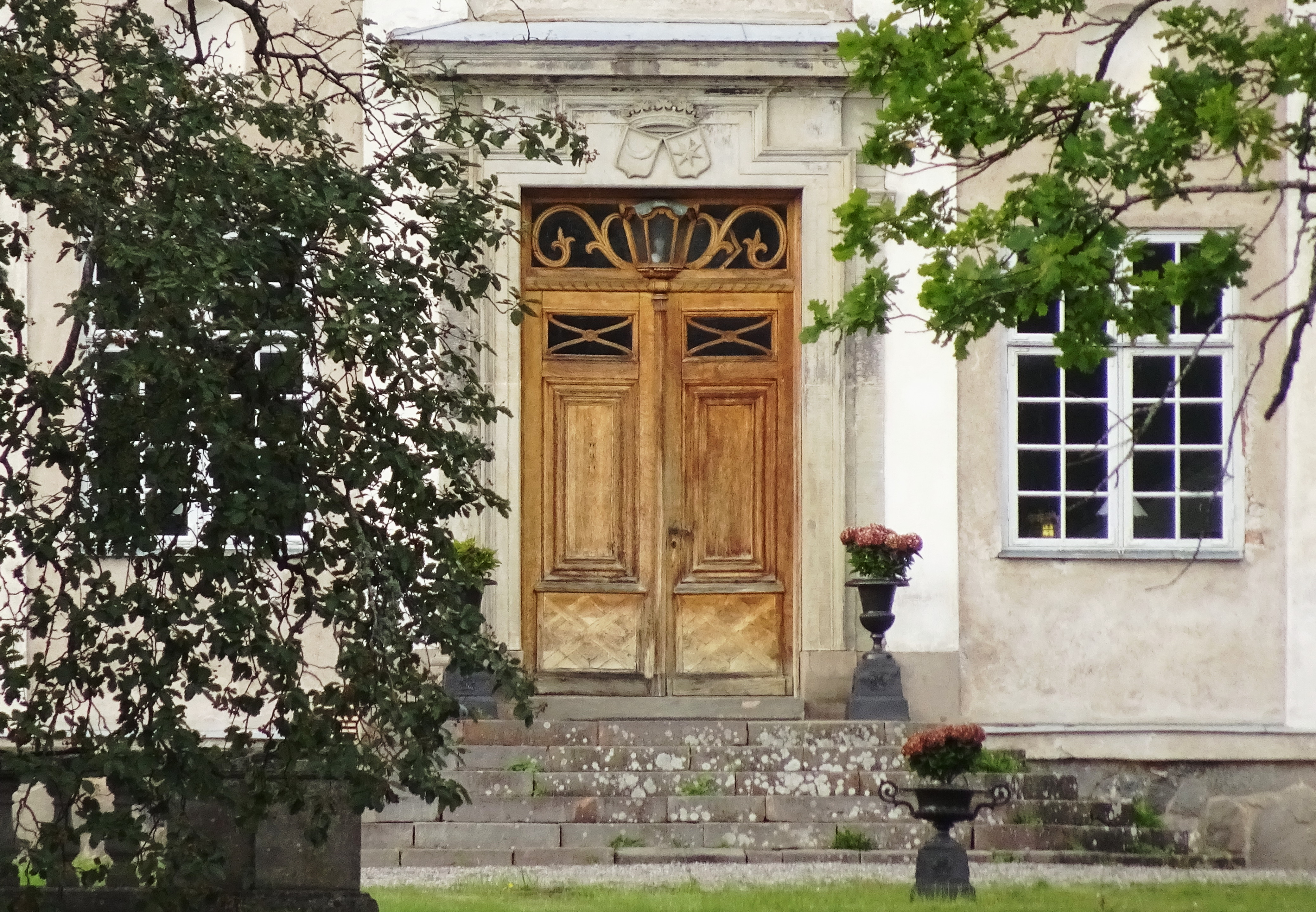
Huvudentrén med det Hornska och Gyllenstiernska vapnet.
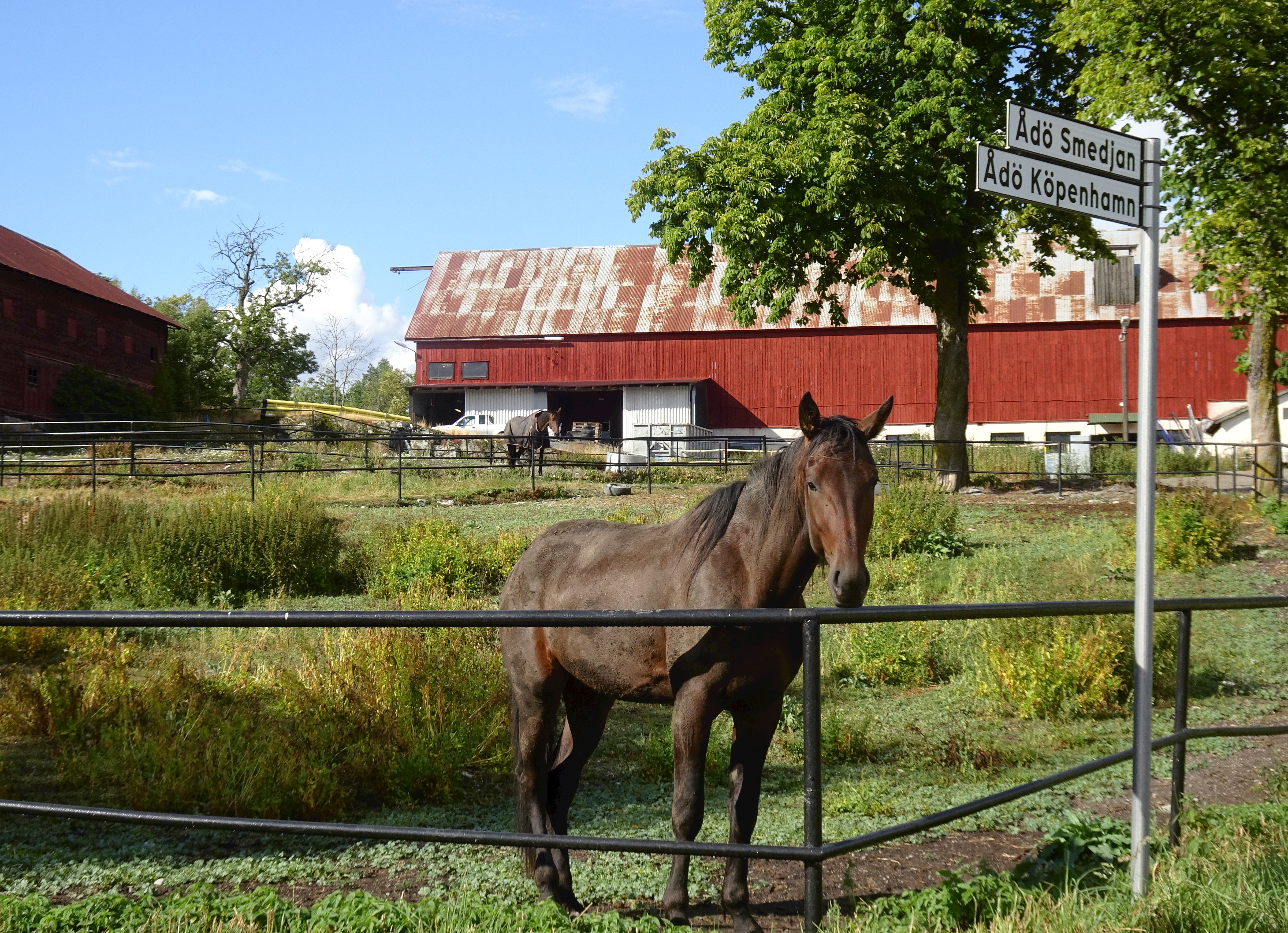
Ådös ekonomibyggnader.

Ekotemplet
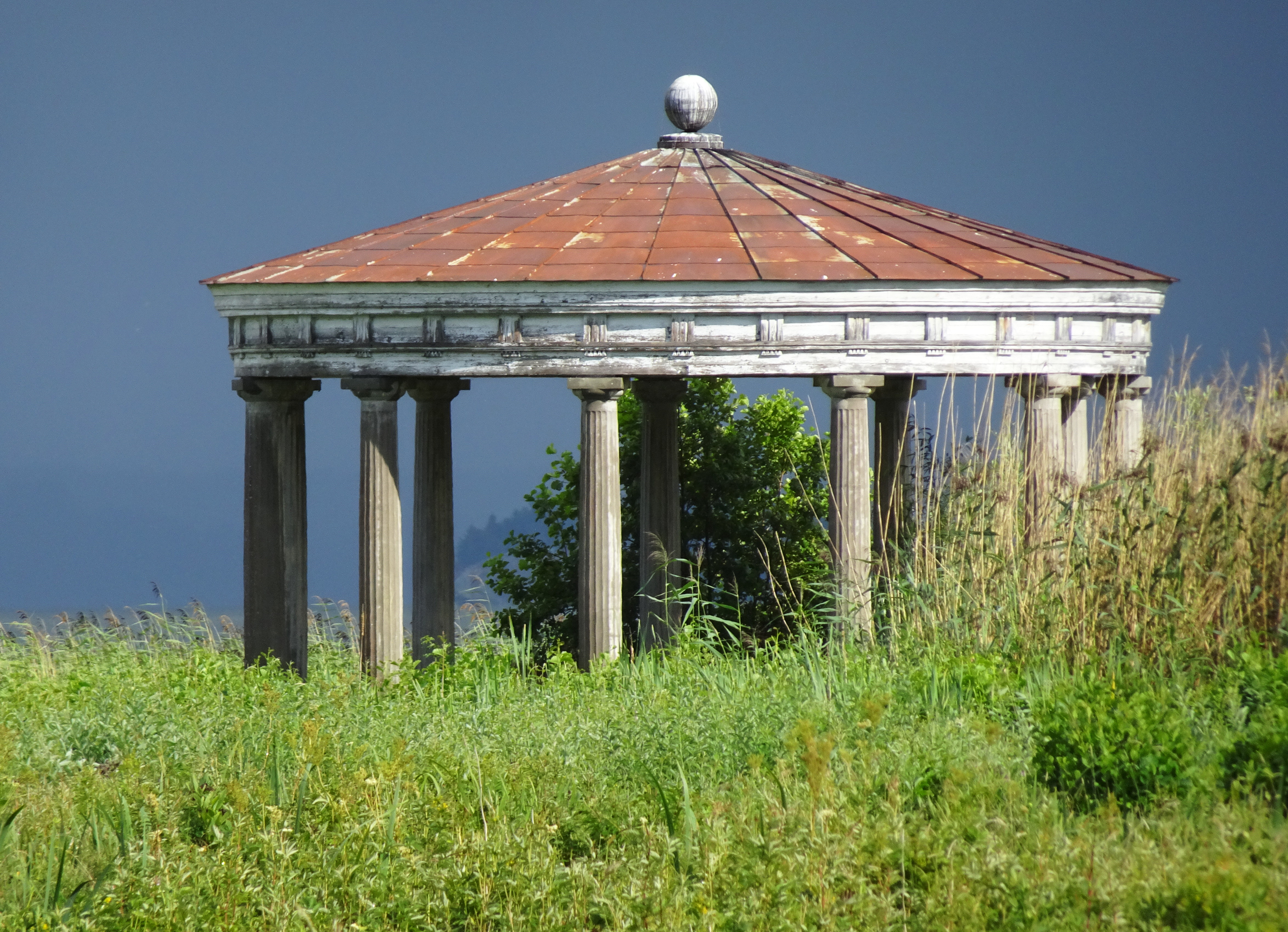
Exteriör
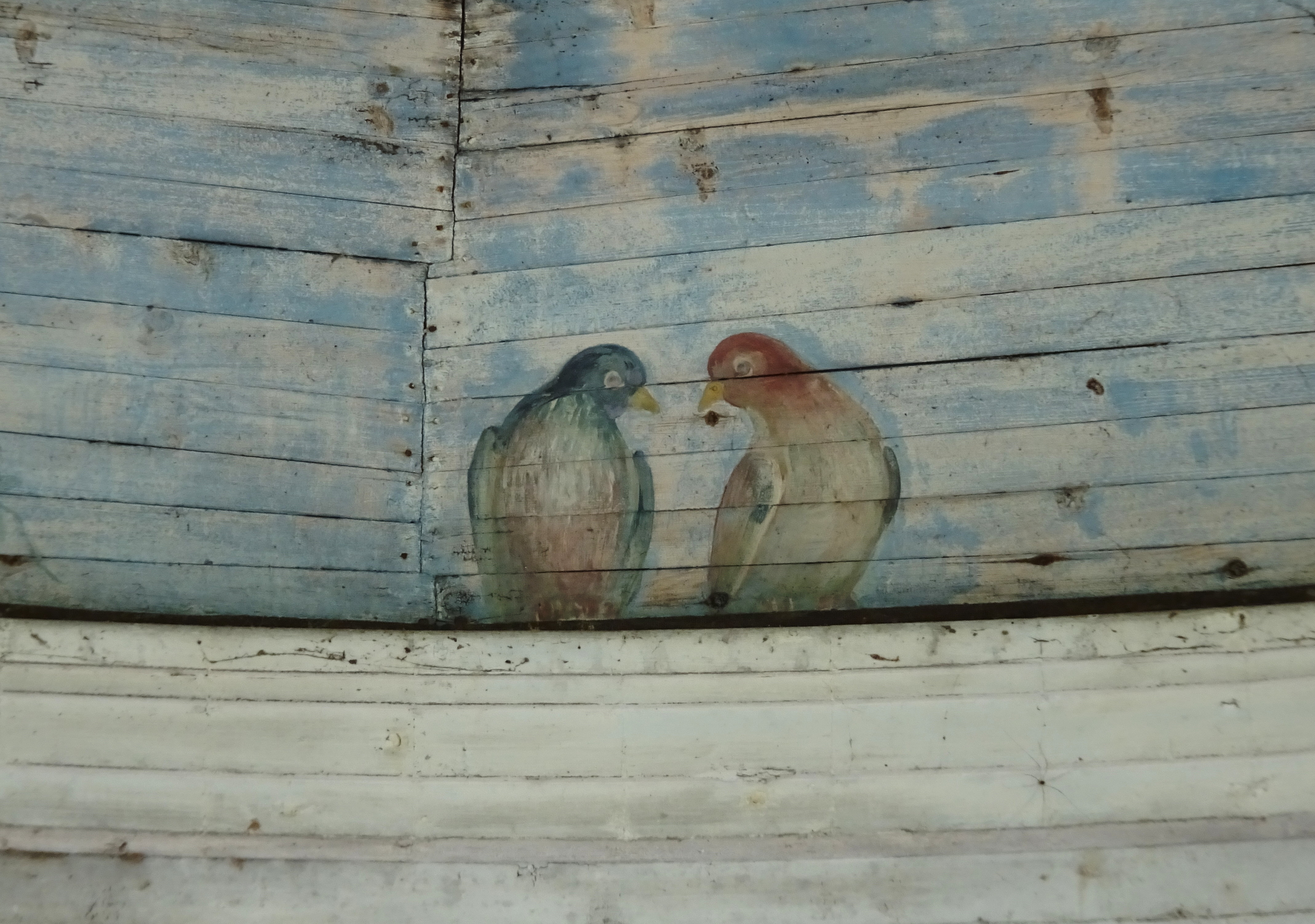
Takmålning
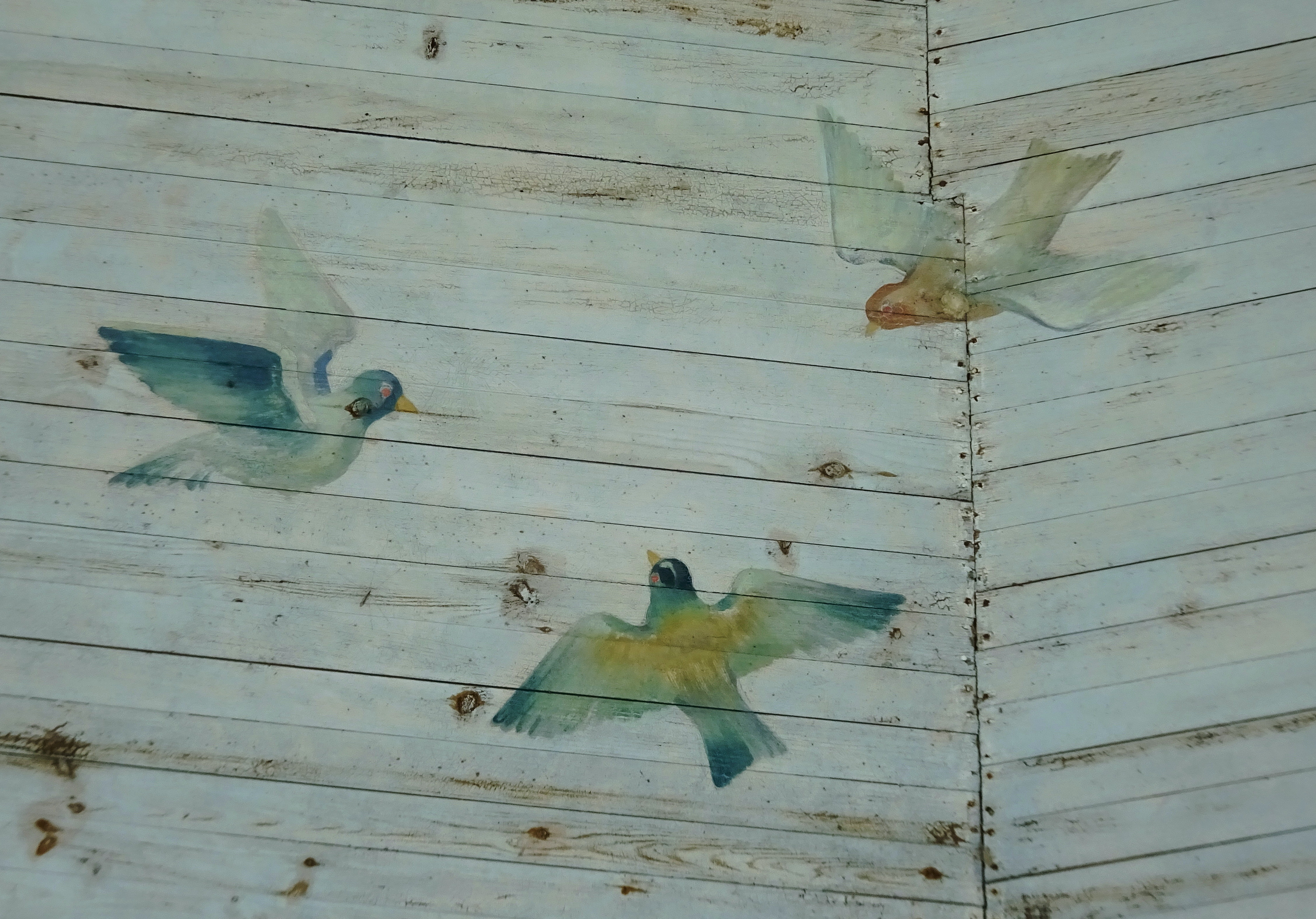
Takmålning
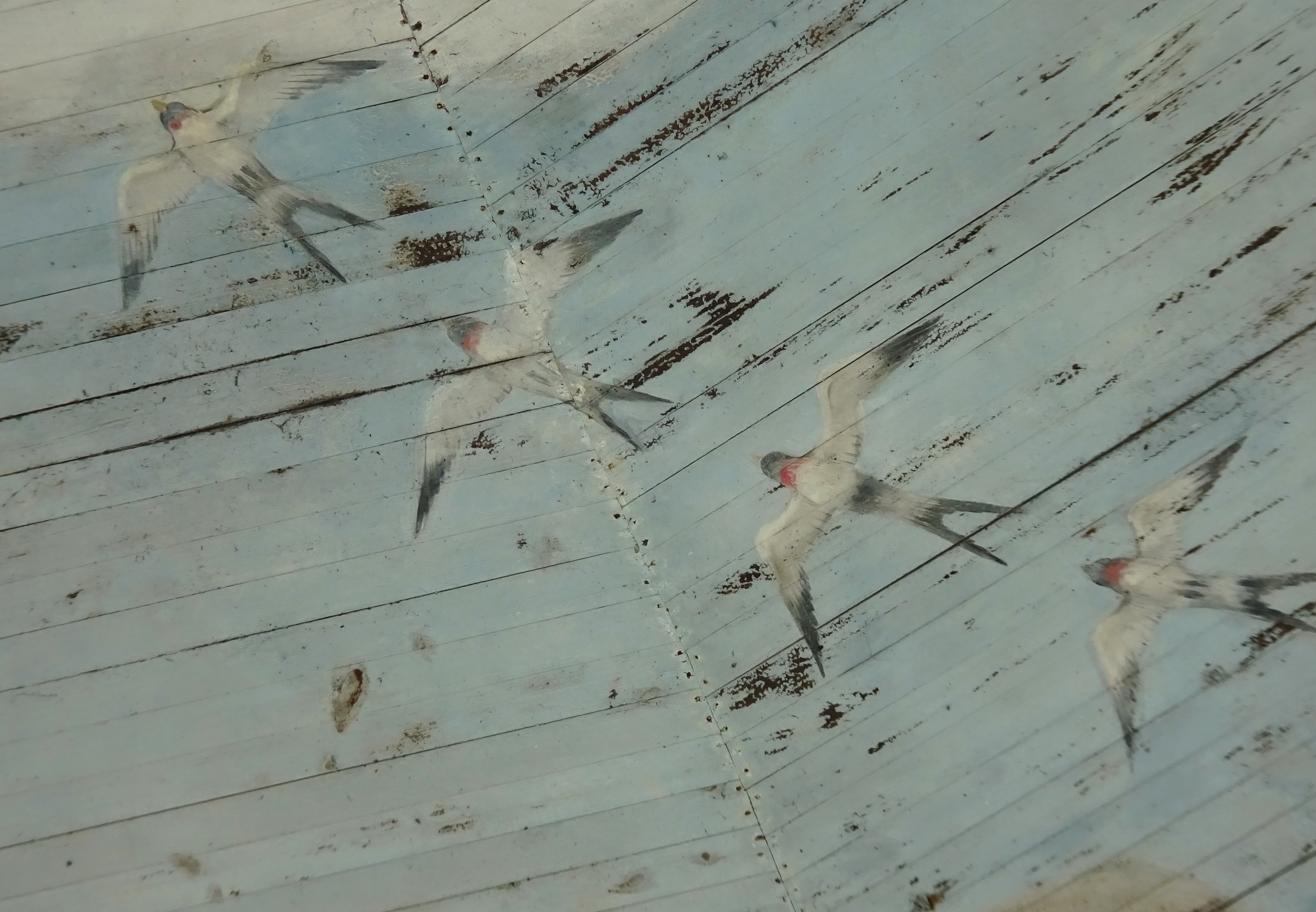
Takmålning